# جورجي غوليتسين
جورجي غوليتسين (بالإنجليزية: Georgy Golitsyn)‏ (و. 1935 – م) هو فيزيائي، وعالم من الاتحاد السوفيتي . ولد في موسكو .
وهو عضواً في الأكاديمية الروسية للعلوم .

## التعليم
تعلم في جامعة موسكو الحكومية

## جوائز
حصل على جوائز منها:
- نيشان الشرف
- نيشان الاستحقاق الوطني في روسيا من الدرجة الرابعة.